# Arcanum divinæ
Pour les articles homonymes, voir Arcanum.
Arcanum divinæ (Le Mystérieux Dessein) (incipit complet : Arcanum divinæ sapientiæ : Le Mystère de la sagesse divine) est une encyclique du pape Léon XIII sur le mariage chrétien. Elle est publiée le 10 février 1880 en opposition au Kulturkampf promu par le chancelier allemand Bismarck. Le sous-titre en est : Lettre encyclique de Sa Sainteté le pape Léon XIII sur le mariage chrétien.

## Contenu et objectif
L'encyclique écrite sous forme de mise en garde s'adresse aux patriarches, primats, archevêques, et évêques du monde catholique en grâce et communion avec le Siège apostolique. Le pape invite à défendre l'institution du mariage chrétien, contre la laïcisation croissante et la toute-puissance des États qui luttent contre la juridiction exclusive de l’Église en matière de mariage et veulent rendre le mariage civil seul important et nécessaire.
Cette encyclique est « largement » considérée comme le point de départ de l'analyse pontificale moderne sur le mariage chrétien.
Elle marque aussi le début de l'insistance du magistère sur l'importance du mariage chrétien pour fonder des « chrétientés stables ».

### Affirmations sur le mariage civil
Léon XIII déclare dans cette encyclique, dans la continuité de Tametsi (concile de Trente) et du Syllabus de Pie IX : 

« Tout le monde doit savoir aussi que chez les chrétiens l'union de l'homme et de la femme, contractée en dehors du sacrement, n'a ni la validité, ni la nature d'un vrai mariage. Fût-elle conforme aux lois civiles, elle n'a cependant d'autre valeur que celle d'une formalité ou d'un usage introduit par le droit civil. Mais le droit civil ne peut régler et administrer que les choses qui, dans l'ordre civil, sont des conséquences du mariage. Or ces conséquences ne peuvent évidemment pas se produire si leur cause vraie et légitime, c'est-à-dire le lien nuptial, n'existe pas. »